# Jhon Elmer Solís
Jhon Elmer Solís Romero (Guacarí, 3 de octubre de 2004) es un futbolista colombiano que juega como centrocampista en el Girona F. C. de la Primera División de España.

## Trayectoria
Es un jugador formado en el Atlético Nacional, con el que debutó en 2022. En 37 partidos con la camiseta del cuadro cafetero, repartiría cuatro asistencias y conquistaría los títulos del Torneo Apertura 2022 y la Superliga de Colombia 2023.
El 1 de septiembre de 2023, firma por el Girona Fútbol Club de la Primera división de España a cambio de una cantidad que ronda los seis millones de euros por el traspaso del mediocentro. Además, el club cafetero se guardará un 20% de una futura venta.

## Estadísticas

### Clubes
Actualizado al último partido disputado el 23 de febrero de 2025.
| Club                         | Div.          | Temporada     | Liga  | Liga  | Liga   | Copas | Copas | Copas  | Internacional | Internacional | Internacional | Total | Total | Total  |
| Club                         | Div.          | Temporada     | Part. | Goles | Asist. | Part. | Goles | Asist. | Part.         | Goles         | Asist.        | Part. | Goles | Asist. |
| ---------------------------- | ------------- | ------------- | ----- | ----- | ------ | ----- | ----- | ------ | ------------- | ------------- | ------------- | ----- | ----- | ------ |
| Atlético Nacional · Colombia | 1.ª           | 2022          | 6     | 0     | 0      | —     | —     | —      | —             | —             | —             | 6     | 0     | 0      |
| Atlético Nacional · Colombia | 1.ª           | 2023          | 24    | 0     | 3      | 4     | 0     | 1      | 4             | 0             | 0             | 32    | 0     | 4      |
| Atlético Nacional · Colombia | Total club    | Total club    | 30    | 0     | 3      | 4     | 0     | 1      | 4             | 0             | 0             | 38    | 0     | 4      |
| Girona F. C. · España        | 1.ª           | 2023-24       | 18    | 0     | 0      | 4     | 0     | 1      | —             | —             | —             | 22    | 0     | 1      |
| Girona F. C. · España        | 1.ª           | 2024-25       | 13    | 1     | 0      | 1     | 0     | 0      | 5             | 0             | 0             | 19    | 1     | 0      |
| Girona F. C. · España        | Total club    | Total club    | 31    | 1     | 0      | 5     | 0     | 1      | 5             | 0             | 0             | 41    | 1     | 1      |
| Total carrera                | Total carrera | Total carrera | 61    | 1     | 3      | 9     | 0     | 2      | 9             | 0             | 0             | 79    | 1     | 5      |